# عملگر دل

عملگر دل با نماد نابلا مشخص می‌شود.

دل (به انگلیسی: Del) نمادی در ریاضیات، به‌ویژه ریاضیات برداری است و به عنوان یک عملگر دیفرانسیلی در بردارها به کار می‌رود، دل را معمولاً با نماد نابلا (∇) نمایش می‌دهند. هرگاه عملگر دل (به انگلیسی: del operator) را بر یک تابع یک‌بعدی اعمال کنیم، بیانگر مشتق استاندارد آن تابع مطابق آنچه در حساب دیفرانسیل و انتگرال تعریف شده‌است خواهد بود. اگر این عملگر بر یک میدان (تابعی که دارای چندین بُعد است) اعمال شود، دل ممکن است بیانگر شیو (شدیدترین شیب محلی) یک میدان اسکالر (یا گاهی میدان برداری مثلاً در معادلات ناویه-استوکس)، دیورژانس یک میدان برداری، یا تاو یک میدان برداری باشد. اینکه دل بیانگر کدامیک از این اعمال است بستگی به نوع اعمالش دارد.
به بیان بهتر، دل یک عملگر مشخص نیست، بلکه یک سنت و نماد ریاضی است که می‌تواند بیانگر یکی از سه عملگر بالا باشد و از آن برای ساده‌نویسی معادلات ریاضی استفاده می‌شود. نماد دل را می‌توان به صورت یک بردار عملگرهای مشتق پاره‌ای تفسیر کرد، به این صورت که سه معنی مختلف آن (شیو، دیورژانس و تاو) را می‌توان به ترتیب با ضرب اسکالرها، ضرب داخلی و ضرب خارجی عملگر دل در میدان دانست.
شیو:{\displaystyle \operatorname {grad} f=\nabla f}
دیورژانس: {\displaystyle \operatorname {div} {\vec {v}}=\nabla \cdot {\vec {v}}}
کرل: {\displaystyle \operatorname {curl} {\vec {v}}=\nabla \times {\vec {v}}}

## تعریف
در دستگاه مختصات دکارتی سه‌بعدیِ R3 با مختصات (x, y، z) دل در شکل مشتقات پاره‌ای به صورت زیر ظاهر می‌شود:
{\displaystyle \nabla =\mathbf {\hat {x}} {\partial  \over \partial x}+\mathbf {\hat {y}} {\partial  \over \partial y}+\mathbf {\hat {z}} {\partial  \over \partial z}}
که در آن {\displaystyle \{\mathbf {\hat {x}} ,\mathbf {\hat {y}} ,\mathbf {\hat {z}} \}} بردارهای یکه در جهت‌های مربوط هستند.
همچنین دل را می‌توان به فضای اقلیدسی Rn تعمیم داد به طوری که در دستگاه مختصات دکارتی با مختصات (x1، x2، …، xn) دل به صورت زیر خواهد بود:
{\displaystyle \nabla =\sum _{i=1}^{n}{\hat {e}}_{i}{\partial  \over \partial x_{i}}}
که در آن {\displaystyle \{{\hat {e}}_{i}:1\leq i\leq n\}} استاندارد پایهٔ این فضا است. به صورت فشرده‌تر می‌توان این فرمول را با استفاده از قرارداد جمع‌زنی اینشتین به صورتِ
{\displaystyle \nabla ={\hat {e}}_{i}\,\partial _{i}}
نوشت. دل را می‌توان در دیگر دستگاه‌های مختصات (برای نمونه دستگاه‌های مختصات استوانه‌ای و کروی) نیز بیان کرد.

## کاربردها در نمادگذاری
دل در بسیاری از عبارت‌های ریاضی برای ساده و کوتاه‌نویسی استفاده می‌شود. کاربردهای اصلی آن در نوشتن گرادیان، دیورژانس، تاو، مشتق جهت‌دار و عملگر لاپلاس است.

### گرادیان
به مشتق برداری یک میدان نرده‌ای {\displaystyle f}، گرادیان یا شیو گویند و این گونه نمایش داده می‌شود:
{\displaystyle \operatorname {grad} f={\partial f \over \partial x}{\vec {e}}_{x}+{\partial f \over \partial y}{\vec {e}}_{y}+{\partial f \over \partial z}{\vec {e}}_{z}=\nabla f}
که همیشه در جهت بزرگترین افزایش در {\displaystyle f} بوده و اندازهٔ آن برابر آهنگ افزایش در آن نقطه می‌باشد (درست همانند مشتق‌های معمولی)
اهمیت این کوتاه‌نویسی در این است که قاعدهٔ گرادیان ضرب دو میدان برداری همانند مشتق یک بعدی است.
{\displaystyle \nabla (fg)=f\nabla g+g\nabla f}
هر چند که قاعدهٔ گرادیان ضرب نقطه‌ای دو میدان برداری به این آسانی نیست و به صورت
{\displaystyle \nabla ({\vec {u}}\cdot {\vec {v}})=({\vec {u}}\cdot \nabla ){\vec {v}}+({\vec {v}}\cdot \nabla ){\vec {u}}+{\vec {u}}\times (\nabla \times {\vec {v}})+{\vec {v}}\times (\nabla \times {\vec {u}})}

### واگرایی یا دیورژانس
واگرایی یک میدان برداری {\displaystyle {\vec {v}}(x,y,z)=v_{x}{\vec {e}}_{x}+v_{y}{\vec {e}}_{y}+v_{z}{\vec {e}}_{z}} یک تابع اسکالر است که بدین صورت نمایش داده می‌شود:
{\displaystyle \operatorname {div} {\vec {v}}={\partial v_{x} \over \partial x}+{\partial v_{y} \over \partial y}+{\partial v_{z} \over \partial z}=\nabla \cdot {\vec {v}}}
واگرایی را تقریباً می‌توان افزایش در اندازهٔ یک میدان برداری در جهت آن دانست ولی به‌طور دقیق‌تر اندازهٔ گرایش (میل) یک میدان برداری به همگرایی یا واگرایی در یک نقطهٔ است.
جایی که میدان برداری دیورژانس مثبتی دارد نمایانگر یک چشمه است.
و جایی که میدان برداری واگرایی منفی دارد نمایانگر وجود یک چاه در آن نقطه است.
اهمیت به‌کارگیری نشانهٔ دل را در ادامه می‌بینم:
{\displaystyle \nabla \cdot (f{\vec {v}})=f(\nabla \cdot {\vec {v}})+{\vec {v}}\cdot (\nabla f)}
البته رابطهٔ ضرب برداری به نظر کمی غیر منطقی می‌آید اما این به خاطر جابه‌جا پذیر نبودن این ضرب است.
{\displaystyle \nabla \cdot ({\vec {u}}\times {\vec {v}})={\vec {v}}\cdot (\nabla \times {\vec {u}})-{\vec {u}}\cdot (\nabla \times {\vec {v}})}

### تاو یا کرل
تاو یک میدان برداری به صورت {\displaystyle {\vec {v}}(x,y,z)=v_{x}{\vec {e}}_{x}+v_{y}{\vec {e}}_{y}+v_{z}{\vec {e}}_{z}} یک تابع برداری است که اینگونه نمایش داده می‌شود:
{\displaystyle \operatorname {curl} {\vec {v}}=\left({\partial v_{z} \over \partial y}-{\partial v_{y} \over \partial z}\right){\vec {e}}_{x}+\left({\partial v_{x} \over \partial z}-{\partial v_{z} \over \partial x}\right){\vec {e}}_{y}+\left({\partial v_{y} \over \partial x}-{\partial v_{x} \over \partial y}\right){\vec {e}}_{z}=\nabla \times {\vec {v}}}
تاو یک میدان برداری برابر است با گشتاور یک چرخ‌دندهٔ کوچک که مرکزش در آن نقطه باشد یعنی چنانچه یک چرخ‌دندهٔ کوچک را در نقطه‌ای از این میدان بگذاریم و بچرخد میدان ما در آن نقطه دارای تاو است که چنانچه این چرخش ساعت‌گرد باشد تاو مثبت و اگر پادساعت‌گرد باشد تاو منفی است.
بدیهی است میدانی که در آن چرخش وجود نداشته باشد تاو صفر دارد.
تاو یک میدان برداری را می‌توان با شبه‌دترمینان زیر نمایش داد:
{\displaystyle \nabla \times {\vec {v}}=\left|{\begin{matrix}{\vec {e}}_{x}&{\vec {e}}_{y}&{\vec {e}}_{z}\\[2pt]{\frac {\partial }{\partial x}}&{\frac {\partial }{\partial y}}&{\frac {\partial }{\partial z}}\\[2pt]v_{x}&v_{y}&v_{z}\end{matrix}}\right|}
و اما دوباره شگفتی نمادگذاری دل را در قاعدهٔ تاو ضرب:
{\displaystyle \nabla \times (f{\vec {v}})=(\nabla f)\times {\vec {v}}+f(\nabla \times {\vec {v}})}
هرچند شوربختانه تاو ضرب بردارها چهرهٔ ساده‌ای ندارد
{\displaystyle \nabla \times ({\vec {u}}\times {\vec {v}})={\vec {u}}\,(\nabla \cdot {\vec {v}})-{\vec {v}}\,(\nabla \cdot {\vec {u}})+({\vec {v}}\cdot \nabla )\,{\vec {u}}-({\vec {u}}\cdot \nabla )\,{\vec {v}}}

### مشتق جهتی
مشتق جهتی یک میدان اسکالر مانند {\displaystyle f(x,y,z)} در جهت{\displaystyle {\vec {a}}(x,y,z)=a_{x}{\vec {e}}_{x}+a_{y}{\vec {e}}_{y}+a_{z}{\vec {e}}_{z}} اینگونه بیان می‌شود:
{\displaystyle {\vec {a}}\cdot \operatorname {grad} f=a_{x}{\partial f \over \partial x}+a_{y}{\partial f \over \partial y}+a_{z}{\partial f \over \partial z}={\vec {a}}\cdot (\nabla f)}
که آهنگ تغییر میدان {\displaystyle f}در جهت {\displaystyle {\vec {a}}} را نشان می‌دهد.

### لاپلاسی
عملگر لاپلاسی یک عملگر اسکالر است که به هر دو میدان اسکالر و برداری می‌تواند اثر کند. در مختصات برداری این عملگر به صورت:
{\displaystyle \Delta ={\partial ^{2} \over \partial x^{2}}+{\partial ^{2} \over \partial y^{2}}+{\partial ^{2} \over \partial z^{2}}=\nabla \cdot \nabla =\nabla ^{2}}
لاپلاسی در همه جای ریاضی فیزیک نوین دیده می‌شود، برای نمونه در معادلهٔ لاپلاس، معادلهٔ پواسون، معادلهٔ گرما، معادلهٔ موج و همچنین در معادلهٔ شرودینگر.
جستارهای وابسته
- معادلات ماکسول
- معادلات ناویه-استوکس